# Diego Muñoz-Torrero
Diego Muñoz-Torrero y Ramírez-Moyano (Cabeza del Buey, 21 de enero de 1761 - Oeiras e São Julião da Barra, 16 de marzo de 1829) fue un sacerdote, catedrático y político español que tuvo un destacado papel en la elaboración de la Constitución española de 1812. Como diputado de las Cortes de Cádiz, fue el principal artífice del fin de la Inquisición española y uno de los máximos defensores de la libertad de imprenta.

## Trayectoria académica
Era hijo de Diego Antonio Muñoz-Torrero, boticario y maestro de latín, con quien estudió hasta su ingreso en la Universidad de Salamanca, a los once años, para estudiar allí Teología y Filosofía. Se ordenó sacerdote y fue nombrado en 1784 catedrático de Filosofía en la Universidad de Salamanca, formando parte desde entonces de un grupo de profesores y alumnos que emprendió una importante renovación de la enseñanza. En 1787 fue nombrado por unanimidad rector de la Universidad de Salamanca.
Durante su ejercicio como rector, llevó a cabo varias medidas: la conservación de la colección de Yerbas existente en la Universidad; incrementó los fondos existentes en la Biblioteca Universitaria, solventó los conflictos existentes entre las Facultades de Medicina y Artes por un lado y las de Teología y Jurisprudencia por otro, así como la creación del Colegio de Filosofía. También se preocupó por la reforma de los métodos de enseñanza y por el cambio de planes de estudio, prácticas académicas y libros de textos.

## Trayectoria política
Trasladado a Madrid para opositar a una capellanía, José Álvarez de Toledo, XI marqués de Villafranca del Bierzo, se fijó en él para concederle una canonjía, como patrono que era de la colegiata de Santa María de Villafranca del Bierzo. A partir de este momento las noticias sobre la vida de Muñoz-Torrero son mayores. Permaneció como canónigo en Villafranca del Bierzo hasta su traslado a la isla de León a finales del verano de 1810, como diputado ya por la provincia de Extremadura.

### Diputado a Cortes

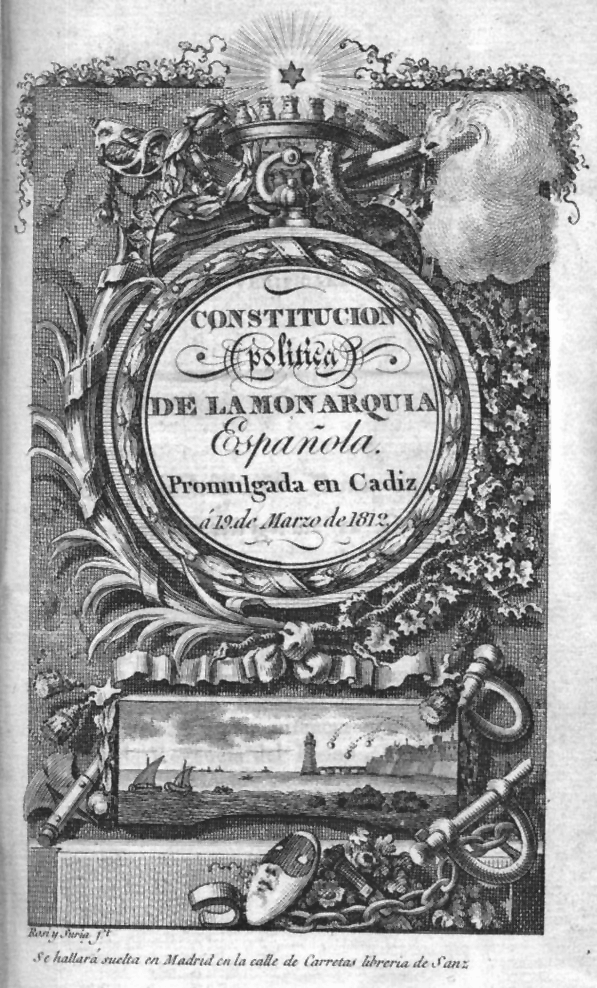
Edición original de la Constitución de 1812.

Tras el alzamiento nacional contra José Bonaparte en 1808, Muñoz-Torrero fue nombrado miembro de la Junta Suprema de Extremadura y posteriormente enviado a las Cortes Generales de Cádiz como diputado por su región en la legislatura 1810-1813. Su elección tuvo lugar el 23 de julio de 1810, en una sesión con diversas irregularidades. Fue puesta en tela de juicio y recurrida ante la junta electoral por varios personajes.[cita requerida]
El 24 de septiembre de 1810, en la jornada inaugural de las Cortes, Muñoz-Torrero fue el primer diputado en intervenir, con varias proposiciones revolucionarias de tipo liberal como la soberanía nacional, que residiría en las Cortes; la «separación de los tres poderes»; o la inviolabilidad de los diputados. Posteriormente, en esa misma sesión, el también diputado por Extremadura Manuel Mateo Luján y Ruiz presentó un texto de once puntos que recogía detenidamente la iniciativa: la legitimidad de los diputados como representantes de la nación, de sus Cortes, el reconocimiento de Fernando VII como rey, la nulidad de la cesión de la corona en favor de Napoleón, la división de poderes, la inviolabilidad de los diputados y el juramento de la regencia de todas estas declaraciones. Según se recoge en el Diario de Sesiones de ese mismo día:

En seguida tomó la palabra el Diputado D. Diego Muñoz Torrero y expuso cuán conveniente seria decretar que las Córtes generales y extraordinarias estaban legítimamente instaladas: que en ellas reside la soberanía; que convenia dividir los tres Poderes, legistativo, ejecutivo y judicial, lo que debia mirarse como base fundamental, al paso que se renovase el reconocimiento del legítimo Rey de España el Sr. D. Fernando VII como primer acto de la soberanía de las Córtes; declarando al mismo tiempo nulas las renuncias hechas en Bayona, no solo por la falta de libertad, sino muy principalmente por la del consentimiento de la Nacion. Desenvolvió estos principios con muchos y sólidos fundamentos sacados del derecho público, y de la situacion política de la Monarquía, los cuales fueron despues ilustrados por muchos Sres. Diputados. Concluyó manifestando que uno de los Diputados traia preparado un trabajo sobre este importante asunto, que podia mirarse como una minuta del decreto que convenia sancionar sobre estos puntos.
Convinieron las Córtes en que se leyese, y lo verificó el Sr. Luján, que era quien traia el papel.
Discutióse prolijamente sobre cada uno de los puntos que comprendia. [...]
«Sesión del día 24 de setiembre de 1810», Diario de Sesiones de las Córtes Generales y Extraordinarias, p. 3.

El 10 de noviembre se aprobaría el decreto sobre la libertad de imprenta, en contra de la postura del inquisidor Riesco, con opiniones tales como que la censura previa es el último asidero de la tiranía.[cita requerida]
El 2 de marzo de 1811, por 78 votos, fue nombrado presidente de la comisión redactora de la Constitución, junto con Agustín Argüelles y Evaristo Pérez de Castro, y fue una de las figuras más destacadas en la redacción de esta primera Constitución liberal que tuvo España, aprobada el 19 de marzo de 1812 y llamada por ello «La Pepa».
Como anécdota, la bandera de las Cortes, de tafetán con dos fajas rojas y una amarilla intermedia, todas de igual anchura, fue regalo de Muñoz-Torrero, bandera que más tarde fue utilizada por la Milicia Nacional a partir de 1820.

### Referencia a las mujeres
En la Constitución que se elabora hay ausencia de discusión sobre los derechos políticos de las mujeres. Muñoz Torrero las menciona, pero en el contexto de otro debate distinto, el referido a los derechos políticos de los españoles originarios de África:

si llevarnos demasido lejos estos principios de lo que se dice rigurosa justicia sin otras consideraciones, sería forzoso conceder a las mujeres con los derechos civiles los políticos y admitirlas en las juntas electorales y en las Cortes mismas

### Restauración absolutista
A principios de 1814, tras la batalla de Arapiles y el abandono de José I, Fernando VII firma con Napoleón el tratado de Valençay el 11 de noviembre de 1813, consiguiendo la corona a la que había renunciado en Bayona a cambio de la neutralidad española en las guerras de Francia.
A su regreso, en marzo de 1814, y pese a que en el tratado se comprometía al perdón de los afrancesados, en lugar de prestar juramento a la Constitución, Fernando da un golpe de Estado con ayuda del general Elío, disuelve las Cortes el 10 de mayo y declara nulas todas las disposiciones tomadas por ellas, persiguiendo y encarcelando a los que participaron en ellas. Por liberal,  Muñoz-Torrero fue detenido, y por su condición de sacerdote fue encerrado en el monasterio de San Francisco en Padrón (La Coruña), donde permaneció seis años.

### Trienio Liberal
En 1820, el general Riego encabeza una sublevación de las tropas reclutadas para ir a América, que, aunque inicialmente fracasa, obliga al rey a jurar la Constitución, dando comienzo al trienio liberal.
Muñoz-Torrero es elegido de nuevo diputado por Extremadura, y las Cortes le nombran presidente de su Diputación permanente, puesto desde el que consigue suprimir la Inquisición de forma definitiva. El Gobierno le nombra obispo de Guadix (pues seguía vigente el derecho de presentación de obispos), pero el papa no refrenda dicho nombramiento, aparentemente por los informes del exinquisidor granadino Verdejo, que era canónigo de Guadix y absolutista acérrimo.

### Persecución y muerte

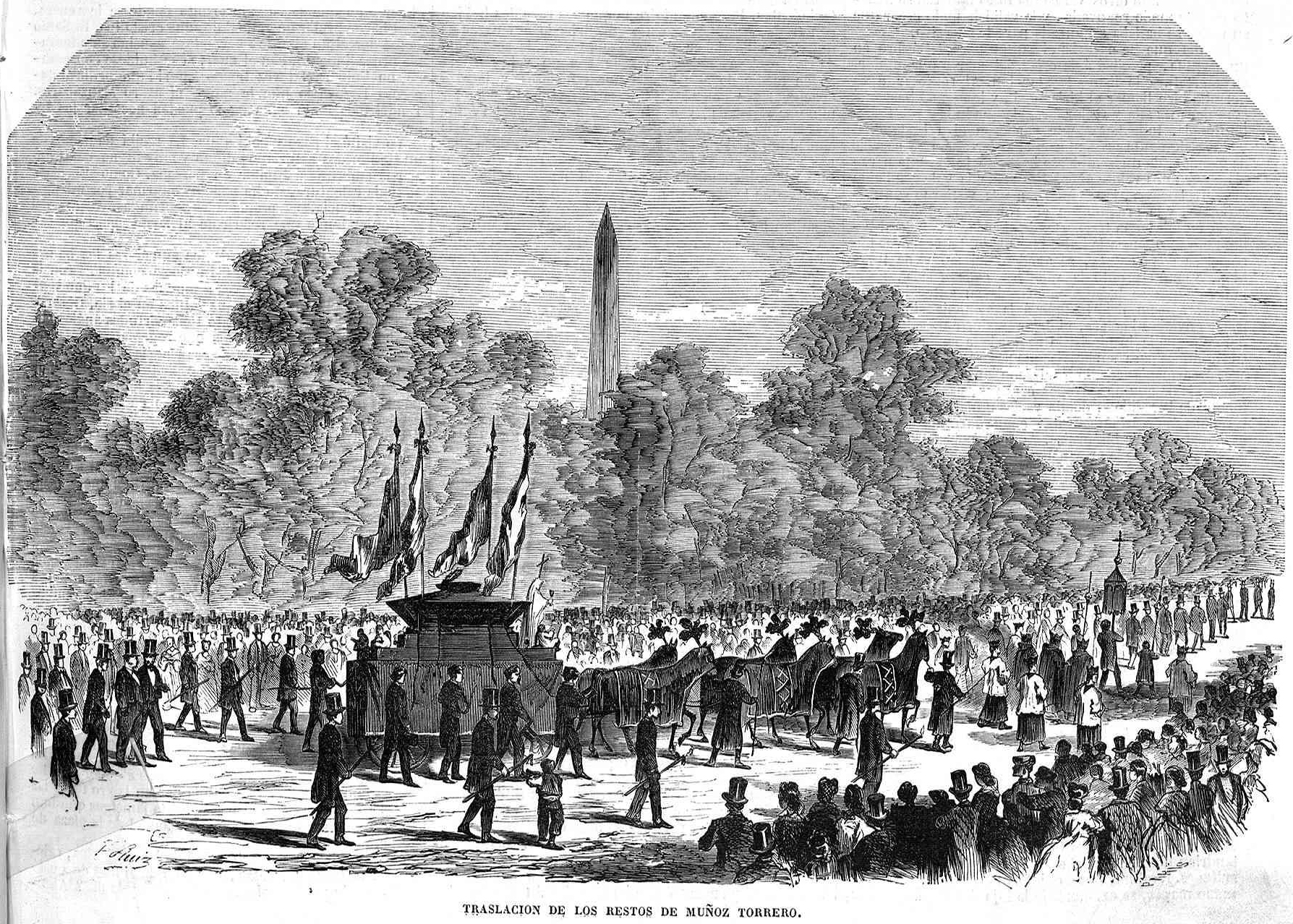
Traslación de los restos de Muñoz Torrero, de F. Ruiz, en El Museo Universal (1864).

En 1823, los Cien Mil Hijos de San Luis enviados por la Santa Alianza devolvieron a Fernando VII sus prerrogativas absolutistas el 1 de octubre, dando comienzo a la Década Ominosa. Muñoz-Torrero huyó a Portugal, donde también fue perseguido por sus ideas liberales. Hecho prisionero, lo encerraron y torturaron en la Torre de San Julián de la Barra, donde permanecería hasta su muerte, ocurrida el 16 de marzo de 1829.
Su cuerpo fue trasladado al cementerio de San Nicolás de Madrid en 1864 y colocado en el mausoleo conjunto, una cripta construida en 1857 bajo una estatua que representa la Libertad, y donde se encuentran los cuerpos de Agustín de Argüelles, José María Calatrava, Juan Álvarez Mendizábal, Diego Muñoz-Torrero, Francisco Martínez de la Rosa y Salustiano Olózaga. En 1912 se trasladó dicho mausoleo al Panteón de Hombres Ilustres.